# Gryllus bermudensis
Gryllus bermudensis är en insektsart som beskrevs av Andrew Nelson Caudell 1903. Gryllus bermudensis ingår i släktet Gryllus och familjen syrsor. Inga underarter finns listade i Catalogue of Life.